# Temporada do Futebol Clube do Porto de 1914–15
A temporada do Futebol Clube do Porto de 1914–15 começou a 28 de fevereiro de 1915 e terminou a 16 de maio do mesmo ano. O FC Porto jogava no Campo da Constituição. Conquistou a Taça José Monteiro da Costa ao Leixões e o Campeonato Regional do Porto, eliminando o Boavista por 4 a 0 nas meias-finais e derrotando o Académico por 4 a 3 na final.

## Resultados

### Amigáveis
|  | FC Porto | Empate | Boavista |  |  |
|  |          |        |          |  |  |

| 24 de janeiro de 1915 | FC Porto | 2 – 2 | Boavista |  |  |
|                       |          |       |          |  |  |

| 1 de abril de 1915 | FC Porto | 0 – 5 | Benfica |  |  |
|                    |          |       |         |  |  |

### Taça José Monteiro da Costa
| 28 de fevereiro de 1915 Final | FC Porto | 3 – 0 | Leixões |  |  |
|                               |          |       |         |  |  |

### Campeonato do Porto
| 1 de maio de 1915 1/2 | FC Porto | 4 – 0 | Boavista |  |  |
|                       |          |       |          |  |  |

| 16 de maio de 1915 Final | FC Porto | 4 – 3 | Académico |  |  |
|                          |          |       |           |  |  |